# La zia d'America va a sciare
La zia d'America va a sciare è un film italiano del 1958 diretto da Roberto Bianchi Montero. Il film è il seguito di Arriva la zia d'America, realizzato dallo stesso regista due anni prima.

## Trama
Tecla Cammarano, facoltosa vedova di un emigrato napoletano che aveva fatto fortuna negli Stati Uniti, si trova in cattive condizioni economiche a seguito di speculazioni sbagliate. Fingendosi ricca, torna in Italia per cercare un marito ricco per le due belle nipoti. In una località sciistica, le due ragazze incontrano un giovane squattrinato che si finge miliardario e un giovane miliardario che si finge povero.

## Produzione
Nel film è inserito un numero musicale ispirato al film spagnolo La bella fioraia di Madrid interpretato da Sara Montiel.

## Luoghi delle riprese
Alcune scene sono state girate al Monte Terminillo.